# Фаларис
Фаларис (на старогръцки: Φάλαρις, Phalaris) е от ок. 570 до 554 пр.н.е. тиран на гръцката колония Акрагант (днешен Агридженто) в Сицилия.

## Произход и управление
Син е на Леодам от Родос.
Според Аристотел той е първо генерал (strategos autokrator). Фаларис получава задачата да построи храм на Зевс и предприема заговор. Когато в града празнуват един празник, той напада жителите с войската си от наемници и въоръжени затворници и завзема властта. С помощта на своите наемници той управлява града и води успешни походи против сиканите.
Фаларис е жесток тиран. Според древни източници, скулптор на име Перилай му изработва кух бронзов бик, в който да пече на бавен огън противниците си. Във вътрешността на бика се е намирала тръба за въздух стигаща до муцуната му, като през нея изгаращият е крещял. Първата му жертва е самият Перилай.
Фаларис управлява 16 години и след заговор бива свален от власт. Умира от хвърлените по него камъни от населението.